# Vulaines-lès-Provins
Pour les articles homonymes, voir Vulaines (homonymie).
Vulaines-lès-Provins est une commune française située dans le département de Seine-et-Marne en région Île-de-France.

## Géographie

### Localisation
Situé sur le plateau de la Brie champenoise, le village est à 6 km à l'ouest de Provins et à 5 km au nord de Saint-Loup-de-Naud.

### Communes limitrophes
| Chenoise-Cucharmoy        | Chenoise-Cucharmoy   | Mortery                |
| La Chapelle-Saint-Sulpice | Vulaines-lès-Provins | Provins                |
|                           | Saint-Loup-de-Naud   | Poigny, Sainte-Colombe |

### Géologie et relief
La commune est classée en zone de sismicité 1, correspondant à une sismicité très faible.

### Hydrographie

#### Réseau hydrographique

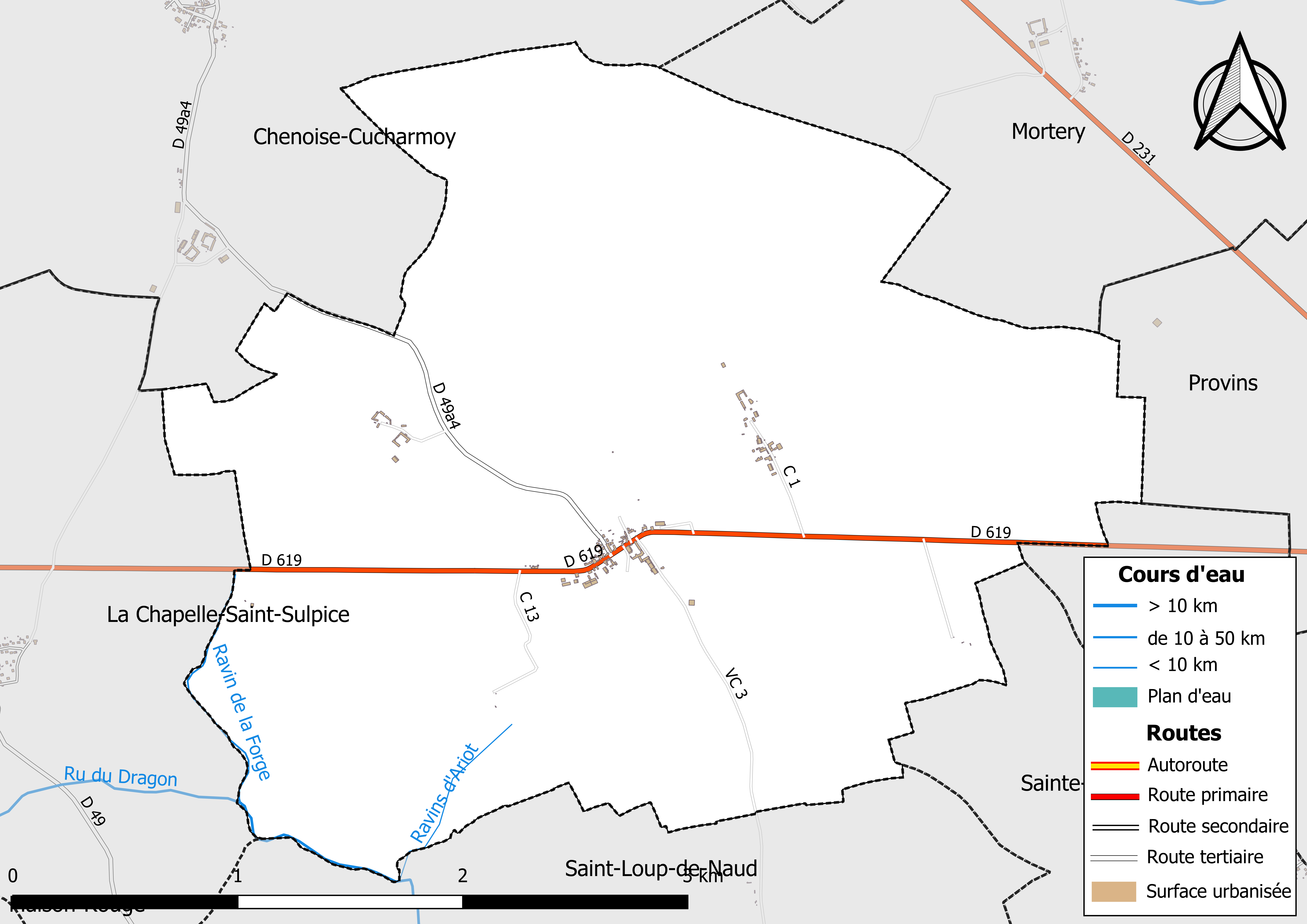
Carte des réseaux hydrographique et routier de Vulaines-lès-Provins.

Le réseau hydrographique de la commune se compose de trois cours d'eau référencés :
- le ru du Dragon, long de 8,12 km[2], affluent de la Voulzie ;
  - le ravin de la Forge, 1,22 km[3], et ;
  - les ravins d'Ariot[Note 1], 0,92 km[4], qui confluent avec le ru du Dragon.

La longueur totale des cours d'eau sur la commune est de 2,1 km.

#### Gestion des cours d'eau
Afin d’atteindre le bon état des eaux imposé par la Directive-cadre sur l'eau du 23 octobre 2000, plusieurs outils de gestion intégrée s’articulent à différentes échelles : le SDAGE, à l’échelle du bassin hydrographique, et le SAGE, à l’échelle locale. Ce dernier fixe les objectifs généraux d’utilisation, de mise en valeur et de protection quantitative et qualitative des ressources en eau superficielle et souterraine. Le département de Seine-et-Marne est couvert par six SAGE, au sein du bassin Seine-Normandie.
La commune fait partie du SAGE « Bassée Voulzie », en cours d'élaboration en décembre 2020. Le territoire de ce SAGE concerne 144 communes dont 73 en Seine-et-Marne, 50 dans l'Aube, 15 dans la Marne et 6 dans l'Yonne, pour une superficie de 1 710 km2,. Le pilotage et l’animation du SAGE sont assurés par Syndicat Mixte Ouvert de l’eau potable, de l’assainissement collectif, de l’assainissement non collectif, des milieux aquatiques et de la démoustication (SDDEA), qualifié de « structure porteuse ».

### Climat
Pour des articles plus généraux, voir Climat de l'Île-de-France et Climat de Seine-et-Marne.
En 2010, le climat de la commune est de type climat océanique dégradé des plaines du Centre et du Nord, selon une étude du CNRS s'appuyant sur une série de données couvrant la période 1971-2000. En 2020, Météo-France publie une typologie des climats de la France métropolitaine dans laquelle la commune est exposée à un climat océanique altéré et est dans la région climatique Nord-est du bassin Parisien, caractérisée par un ensoleillement médiocre, une pluviométrie moyenne régulièrement répartie au cours de l’année et un hiver froid (3 °C).
Pour la période 1971-2000, la température annuelle moyenne est de 10,7 °C, avec une amplitude thermique annuelle de 15,5 °C. Le cumul annuel moyen de précipitations est de 720 mm, avec 11,3 jours de précipitations en janvier et 7,7 jours en juillet. Pour la période 1991-2020, la température moyenne annuelle observée sur la station météorologique la plus proche, située sur la commune de Voulton à 11 km à vol d'oiseau, est de 11,3 °C et le cumul annuel moyen de précipitations est de 740,8 mm,. Pour l'avenir, les paramètres climatiques de la commune estimés pour 2050 selon différents scénarios d'émission de gaz à effet de serre sont consultables sur un site dédié publié par Météo-France en novembre 2022.

### Milieux naturels et biodiversité
Aucun espace naturel présentant un intérêt patrimonial n'est recensé sur la commune dans l'inventaire national du patrimoine naturel,,.

## Urbanisme

### Typologie
Au 1er janvier 2024, Vulaines-lès-Provins est catégorisée commune rurale à habitat très dispersé, selon la nouvelle grille communale de densité à sept niveaux définie par l'Insee en 2022.
Elle est située hors unité urbaine. Par ailleurs la commune fait partie de l'aire d'attraction de Paris, dont elle est une commune de la couronne,. Cette aire regroupe 1 929 communes,.

### Lieux-dits et écarts
La commune compte 57 lieux-dits administratifs répertoriés consultables ici dont la Fontenelle, les Chaises.

### Occupation des sols
L'occupation des sols de la commune, telle qu'elle ressort de la base de données européenne d’occupation biophysique des sols Corine Land Cover (CLC), est marquée par l'importance des territoires agricoles (93,8 % en 2018), une proportion identique à celle de 1990 (93,8 %). La répartition détaillée en 2018 est la suivante : 
terres arables (93,8 %), forêts (6,2 %).
Parallèlement, L'Institut Paris Région, agence d'urbanisme de la région Île-de-France, a mis en place un inventaire numérique de l'occupation du sol de l'Île-de-France, dénommé le MOS (Mode d'occupation du sol), actualisé régulièrement depuis sa première édition en 1982. Réalisé à partir de photos aériennes, le Mos distingue les espaces naturels, agricoles et forestiers mais aussi les espaces urbains (habitat, infrastructures, équipements, activités économiques, etc.) selon une classification pouvant aller jusqu'à 81 postes, différente de celle de Corine Land Cover,,. L'Institut met également à disposition des outils permettant de visualiser par photo aérienne l'évolution de l'occupation des sols de la commune entre 1949 et 2018.

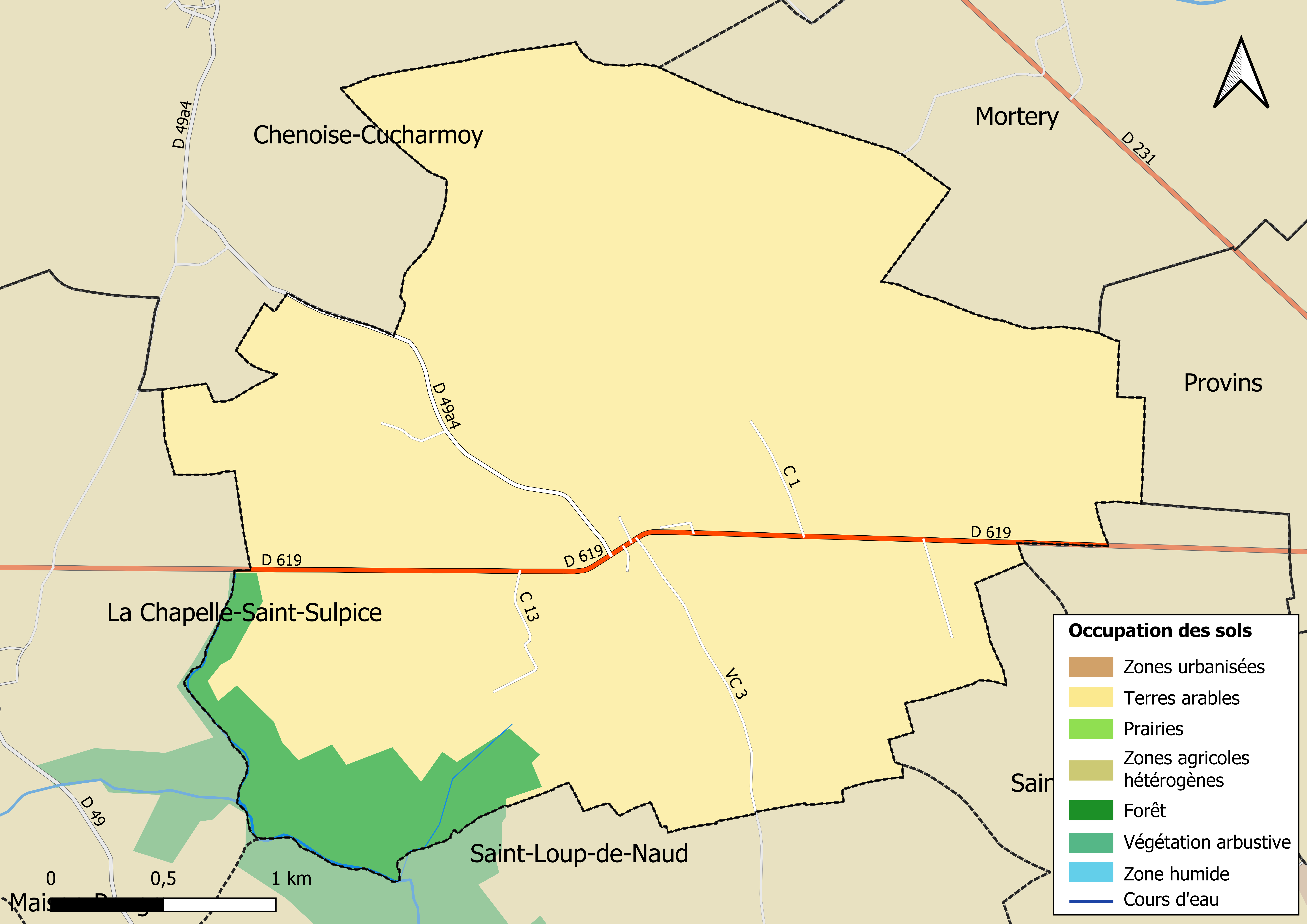
Carte des infrastructures et de l'occupation des sols en 2018 (CLC) de la commune.
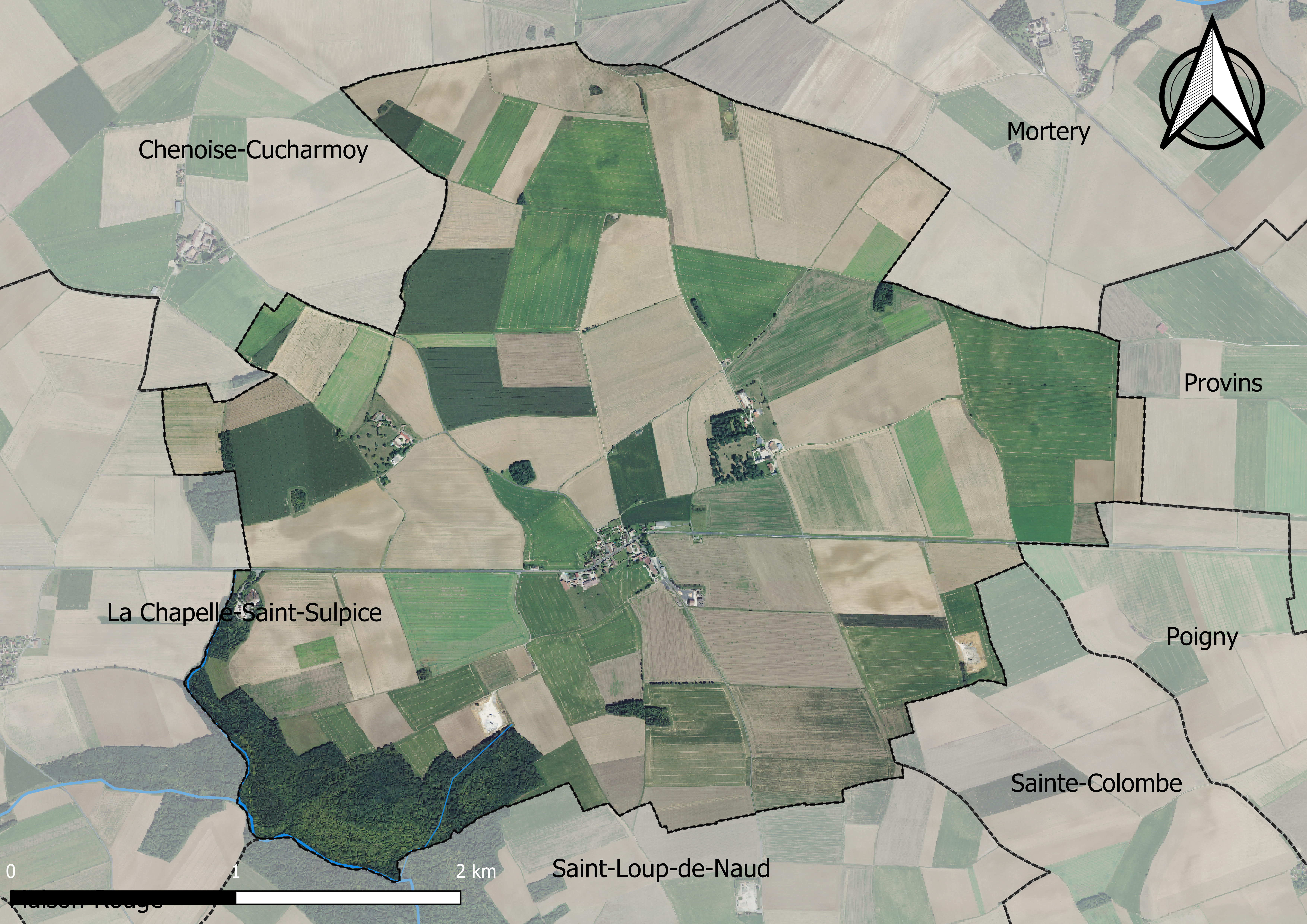
Carte orhophotogrammétrique de la commune.

### Planification
La loi SRU du 13 décembre 2000 a incité les communes à se regrouper au sein d’un établissement public, pour déterminer les partis d’aménagement de l’espace au sein d’un SCoT, un document d’orientation stratégique des politiques publiques à une grande échelle et à un horizon de 20 ans et s'imposant aux documents d'urbanisme locaux, les PLU (Plan local d'urbanisme). La commune est dans le territoire du SCOT Grand Provinois, dont le projet a été arrêté le 29 janvier 2020, porté par le syndicat mixte d’études et de programmation (SMEP) du Grand Provinois, qui regroupe les Communautés de Communes du Provinois et de Bassée-Montois, soit 82 communes.
La commune disposait en 2019 d'une carte communale approuvée.

### Logement
En 2016, le nombre total de logements dans la commune était de 39 dont 94,7 % de maisons et 5,3 % d'appartements.
Parmi ces logements, 72,2 % étaient des résidences principales, 7 % des résidences secondaires et 20,9 % des logements vacants.
La part des ménages fiscaux propriétaires de leur résidence principale s'élevait à 55,6 % contre 33,3 % de locataires et 11,1 % logés gratuitement,.

### Voies de communication et transports

#### Transports
La gare SNCF la plus proche est la gare de Provins. Elle est desservie par les trains de la ligne P du Transilien à partir de la gare de l'Est à Paris.

## Toponymie
Le nom de la localité est mentionné sous les formes Villanae en 1194 ; Wiuleinnes en 1258 ; Wulenes en 1263 ; Vulaines en 1793 ; Vulaines-en-Brie en 1893 ; Vulaines-lès-Provins en 1934, pour le distinguer de Vulaines-sur-Seine.
La première mention écrite du nom est Villanae. Cela renvoie à « villa », une exploitation agricole de grande taille possédant des bâtiments d’exploitation. La villa est une création romaine dont le nom a été donné aux fondations du VIe au XIIe siècle. Tout cela signifie que Vulaines était une grande propriété gallo-romaine ou mérovingienne.

## Histoire
La paroisse est mentionnée au XIIe siècle sous le nom de Villanae. Des chamoines de Saint-Augustin y possédaient un prieuré-cure. La commune porte le nom de Vulaines-en-Brie jusqu'en 1934.

## Politique et administration

### Liste des maires
| Période                                  | Période  | Identité             | Étiquette | Qualité     |
| ---------------------------------------- | -------- | -------------------- | --------- | ----------- |
| Les données manquantes sont à compléter. |          |                      |           |             |
| mars 1989                                | En cours | Bertrand de Bischopp |           | agriculteur |

## Équipements et services

### Eau et assainissement
L’organisation de la distribution de l’eau potable, de la collecte et du traitement des eaux usées et pluviales relève des communes. La loi NOTRe de 2015 a accru le rôle des EPCI à fiscalité propre en leur transférant cette compétence. Ce transfert devait en principe être effectif au 1er janvier 2020, mais la loi Ferrand-Fesneau du 3 août 2018 a introduit la possibilité d’un report de ce transfert au 1er janvier 2026,.

#### Assainissement des eaux usées
En 2020, la commune de Vulaines-lès-Provins ne dispose pas d'assainissement collectif,.
L’assainissement non collectif (ANC) désigne les installations individuelles de traitement des eaux domestiques qui ne sont pas desservies par un réseau public de collecte des eaux usées et qui doivent en conséquence traiter elles-mêmes leurs eaux usées avant de les rejeter dans le milieu naturel. La communauté de communes du Provinois assure pour le compte de la commune le service public d'assainissement non collectif (SPANC), qui a pour mission de vérifier la bonne exécution des travaux de réalisation et de réhabilitation, ainsi que le bon fonctionnement et l’entretien des installations,.

#### Eau potable
En 2020, l'alimentation en eau potable est assurée par le syndicat de l'Eau de l'Est seine-et-marnais (S2E77) qui gère le service en régie,,.

## Population et société

### Démographie
L'évolution du nombre d'habitants est connue à travers les recensements de la population effectués dans la commune depuis 1793. Pour les communes de moins de 10 000 habitants, une enquête de recensement portant sur toute la population est réalisée tous les cinq ans, les populations de référence des années intermédiaires étant quant à elles estimées par interpolation ou extrapolation. Pour la commune, le premier recensement exhaustif entrant dans le cadre du nouveau dispositif a été réalisé en 2007.

En 2022, la commune comptait 75 habitants, en évolution de +13,64 % par rapport à 2016 (Seine-et-Marne : +3,92 %, France hors Mayotte : +2,11 %).
| 1793 | 1800 | 1806 | 1821 | 1831 | 1836 | 1841 | 1846 | 1851 |
| ---- | ---- | ---- | ---- | ---- | ---- | ---- | ---- | ---- |
| 138  | 95   | 111  | 121  | 130  | 135  | 123  | 146  | 153  |

| 1856 | 1861 | 1866 | 1872 | 1876 | 1881 | 1886 | 1891 | 1896 |
| ---- | ---- | ---- | ---- | ---- | ---- | ---- | ---- | ---- |
| 135  | 157  | 135  | 151  | 160  | 140  | 141  | 144  | 131  |

| 1901 | 1906 | 1911 | 1921 | 1926 | 1931 | 1936 | 1946 | 1954 |
| ---- | ---- | ---- | ---- | ---- | ---- | ---- | ---- | ---- |
| 144  | 125  | 133  | 105  | 106  | 126  | 126  | 129  | 130  |

| 1962 | 1968 | 1975 | 1982 | 1990 | 1999 | 2006 | 2007 | 2012 |
| ---- | ---- | ---- | ---- | ---- | ---- | ---- | ---- | ---- |
| 136  | 130  | 100  | 90   | 51   | 67   | 62   | 61   | 69   |

| 2017 | 2022 | - | - | - | - | - | - | - |
| ---- | ---- | - | - | - | - | - | - | - |
| 64   | 75   | - | - | - | - | - | - | - |

## Économie
- 1 075 hectares dont 1 030 ha de surface agricole utile.
- Petite exploitation pétrolière (concession à  la société Vermilion)[43].

### Emploi
En 2017 , le nombre total d’emplois dans la zone était de 21, occupant 36 actifs  résidants.
Le taux d'activité de la population (actifs ayant un emploi) âgée de 15 à 64 ans s'élevait à 80 % contre un taux de chômage de 4,4 %.
Les 15,6 % d’inactifs se répartissent de la façon suivante : 6,7 % d’étudiants et stagiaires non rémunérés, 2,2 % de retraités ou préretraités et 6,7 % pour les autres inactifs.

### Entreprises et commerces
En 2018, le nombre d'établissements actifs était de 7 dont 1 dans la construction, 2 dans le commerce de gros et de détail, transports, hébergement et restauration, 1 dans les activités immobilières, 2 dans les activités spécialisées, scientifiques et techniques et activités de services administratifs et de soutien et 1 dans l’administration publique, enseignement, santé humaine et action sociale.
En 2019, une entreprise individuelle a été créée sur le territoire de la commune.
Au 1er janvier 2020, la commune ne disposait pas d’hôtel et de terrain de camping.

### Agriculture
Vulaines-lès-Provins est dans la petite région agricole dénommée la « Brie champenoise » (ou Provinois), une partie de la Brie autour de Provins. En 2010, l'orientation technico-économique de l'agriculture sur la commune est diverses cultures (hors céréales et oléoprotéagineux, fleurs et fruits).
Si la productivité agricole de la Seine-et-Marne se situe dans le peloton de tête des départements français, le département enregistre un double phénomène de disparition des terres cultivables (près de 2 000 ha par an dans les années 1980, moins dans les années 2000) et de réduction d'environ 30 % du nombre d'agriculteurs dans les années 2010. Cette tendance se retrouve au niveau de la commune où le nombre d’exploitations est passé de 4 en 1988 à 3 en 2010. Parallèlement, la taille de ces exploitations augmente, passant de 228 ha en 1988 à 346 ha en 2010.
Le tableau ci-dessous présente les principales caractéristiques des exploitations agricoles de Vulaines-lès-Provins, observées sur une période de 22 ans : 
|                                      | 1988 | 2000 | 2010  |
| ------------------------------------ | ---- | ---- | ----- |
| Dimension économique,                |      |      |       |
| Nombre d’exploitations (u)           | 4    | 3    | 3     |
| Travail (UTA)                        | 13   | 10   | 9     |
| Surface agricole utilisée (ha)       | 911  | 904  | 1 038 |
| Cultures                             |      |      |       |
| Terres labourables (ha)              | 892  | 843  | 954   |
| Céréales (ha)                        | 567  | s    | s     |
| dont blé tendre (ha)                 | 437  | 476  | 434   |
| dont maïs-grain et maïs-semence (ha) | 125  | s    | s     |
| Tournesol (ha)                       | 76   |      |       |
| Colza et navette (ha)                | s    | s    | 73    |
| Élevage                              |      |      |       |
| Cheptel (UGBTA)                      | 104  | 161  | 200   |

## Culture locale et patrimoine

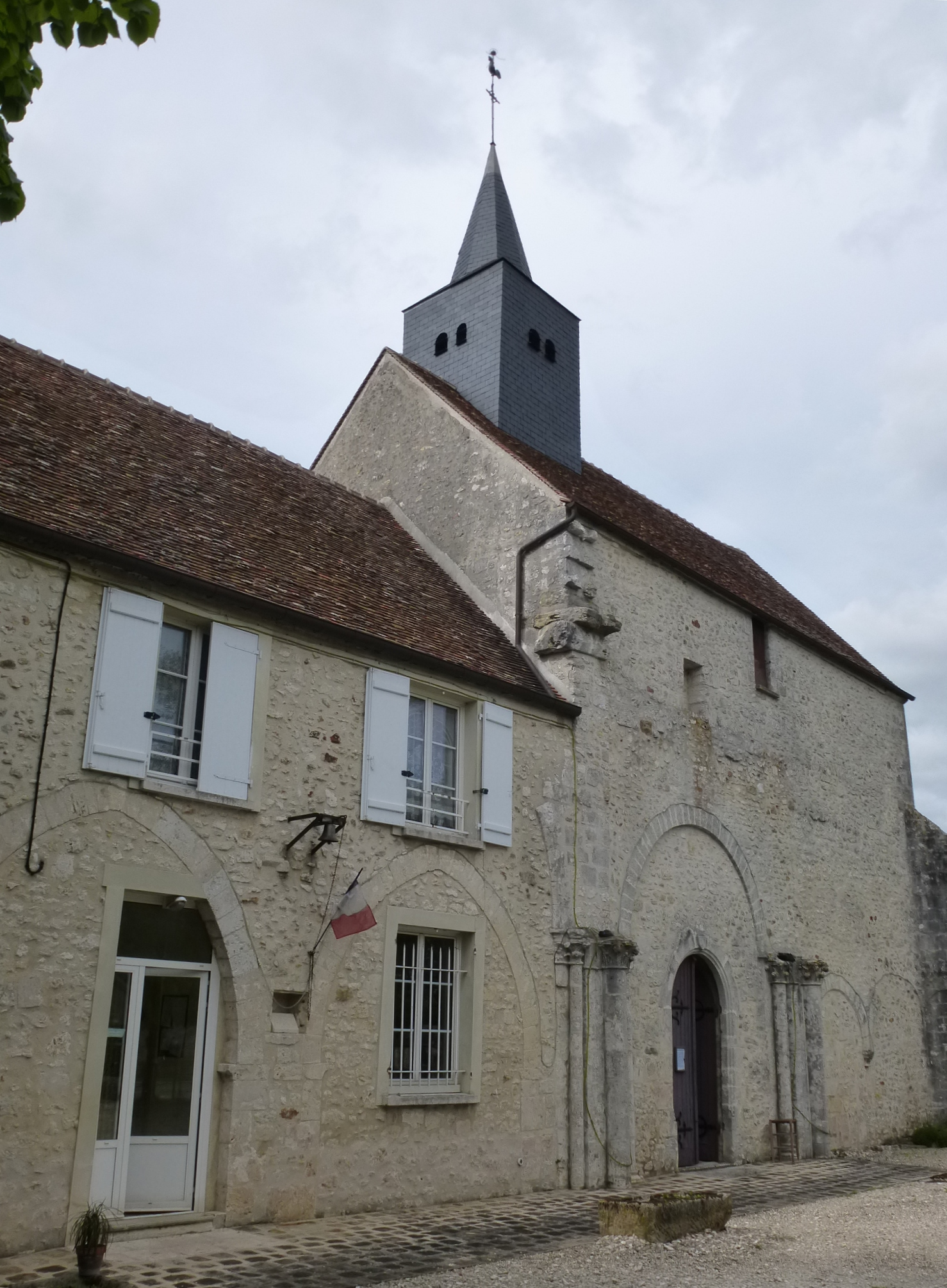
Église Saint-Blaise-Saint-Léger.

### Lieux et monuments
- Église Saint-Blaise-Saint-Léger, XIIIe siècle. Seul le chœur de l'église demeure affecté au culte, la nef ayant été séparée et servant de local pour la mairie.
- Borne milliaire à fleur de lys du XVIIIe siècle, classée au titre des monuments historiques[50] (ancienne route royale, la Fontenelle, D 619).
- Maison du XVIIe siècle en pierre et brique, ancienne propriété de l'abbaye Saint-Jacques de Provins (les Chaises).